# Piatra Albă, Ialoveni
Piatra Albă este un sat din cadrul comunei Mileștii Mici din raionul Ialoveni, Republica Moldova.

## Demografie

### Structura etnică
Structura etnică a localității conform recensământului populației din 2004:
| Grup etnic                                               | Populație | % Procentaj  |
| -------------------------------------------------------- | --------- | ------------ |
| Băștinași declarați Moldoveni Băștinași declarați Români | 532 3     | 75,57% 0,43% |
| Ruși                                                     | 112       | 15,91%       |
| Ucraineni                                                | 34        | 4,83%        |
| Bulgari                                                  | 5         | 0,71%        |
| Țigani                                                   | 5         | 0,71%        |
| Găgăuzi                                                  | 3         | 0,43%        |
| Alții                                                    | 10        | 1,42%        |
| Total                                                    | 704       |              |